# Common ground
Common ground is het dertiende studioalbum van de Engelse progressieve-rockband Big Big Train. Het album werd in 2021 in eigen beheer uitgebracht op het label English Electric van de band. De uitgaven op vinyl verschenen op een dubbelelpee via Plane Groovy dat gespecialiseerd is in uitgaven op vinyl.

## Voorgeschiedenis
Na de lange concertreeks die resulteerde in het livealbum Empire gaf een aantal leden te kennen, dat zij iets anders wilden gaan doen. Zo gaf gitarist Dave Gregory aan, dat het toeren hem zwaar viel. Toen de band aan de opnamen wilde beginnen golden restricties in verband met de coronapandemie. Leden van deze deels internationale band konden vanwege allerlei lockdowns niet bij elkaar in de geluidsstudio komen, laat staan heen en weer reizen. Het eerste nummer The strangest times handelt erover. Opnamen vonden dus plaats in diverse studio’s verspreid over de wereld, waaronder de Real World Studio van Peter Gabriel en bestanden werden heen en weer gezonden. De band was daar al aan gewend want bijdragen van de drummer D'Virgilio werden altijd al opgenomen in diens eigen Sweetwater-studio. Wellicht was het heen en weer zenden van bestanden wel mogelijk vanwege de communicatiekabel onder de Atlantische Oceaan die omschreven werd in het vijfdelige Atlantic cable.

## Musici
- David Longdon - zang, dwarsfluit, akoestische gitaar, toetsinstrumenten
- Rikard Sjöblom  - gitaar, toetsinstrumenten, zang
- Gregory Spawton – basgitaar
- Nick D'Virgilio – drumstel, percussie, zang

met 
- Carly Bryant (zang)
- Dave Foster (gitaar)
- Aidan O'Rourke (viool)
- blazerssectie: Dave Desmond (trombone), Stuart Roberts (trompet), Nick Stones (hoorn), John Storey (eufonium) en Jon Truscott (tuba) op Apollo en Endnotes

## Muziek
Het album is verdeeld in twee delen, tracks 1-4 en 5-9

| Nr. | Titel                                 | Duur  |
| --- | ------------------------------------- | ----- |
| 1.  | The strangest times (Longdon)         | 5:08  |
| 2.  | All the love we can give (D'Virgilio) | 8:06  |
| 3.  | Black with ink (Spawton)              | 7:23  |
| 4.  | Dandelion clock (Spawton)             | 4:14  |
| 5.  | Headwaters (Sjöblom, Spawton)         | 2:27  |
| 6.  | Apollo (D'Virgilio)                   | 7:50  |
| 7.  | Common ground (Longdon)               | 4:54  |
| 8.  | Atlantic cable (Spawton)              | 15:06 |
| 9.  | Endnotes (Spawton)                    | 6:59  |

## Ontvangst
Met Common ground sloeg Big Big Train (BBT) een nieuwe muzikale weg in. Volgens Bradley J. Birzer van The Prog Report klinkt de band heel anders dan op al het voorgaande werk. Hij was stomgeslagen door de met zware gitaren gespeelde muziek die hij vergeleek met de sound van "power bands" uit de jaren 70 en 80 als Boston en Asia, maar ook prettig verrast door sommige nummers waaronder Black with ink dat door vier zangers gezongen wordt. Birzer noemde het album "probably the best album BBT has released since English Electric."
Joshua Batten van Sonic Perspectives benoemde juist de veilige haven die de bandleden opzochten door met Common ground een album af te leveren met nummers die inwisselbaar zijn met elk eerder uitgebracht album. Tekstueel is het album volgens hem veel persoonlijker en introspectiever en meer het product van samenwerkende bandleden.
Paul Rijkens van IO Pages vond de klank gewijzigd, ze was iets steviger dan op voorgaande albums, maar van een koerswijziging wilde hij nog niet spreken. De nummers gingen wel meer richting liedopbouw.

## Hitlijsten
Common ground kwam op 2 augustus 2021 binnen op #9 in de Official Albums Chart Update Top 100, een top 100 van albumverkopen van vrijdag tot en met zondag van de UK Albums Chart. Op 6 augustus kwam het album binnen op #31 in de Official Albums Chart Top 100 waarmee Common ground het tweede album van de band is dat in de Britse top 40 belandde.Een week later was het echter alweer verdwenen. Het haalde slechts één week notering (de 53ste plaats) in de Duitse album-hitlijst.